# Cascade des Tufs
Ne doit pas être confondu avec Cascades des tufs.
La cascade des Tufs est une chute d'eau de la Cuisance, remarquable pour ses massifs de tuf, située dans la commune des Planches-près-Arbois dans le Jura.

## Géographie
Située dans la Reculée d'Arbois, 350 m en aval de la petite source de la Cuisance, cette cascade en éventail constituée d'un massif de tufs de 8 à 10 m de hauteur sur une quinzaine de mètres de largeur est très photogénique. Elle est, en outre, précédée et entourée de jolis bassins créés par des barrages naturels de tuf appelés gours.
Son accès est très facile à partir du centre du village des Planches-près-Arbois en suivant le fléchage : la cascade se trouve à 600 m à pied du parking.

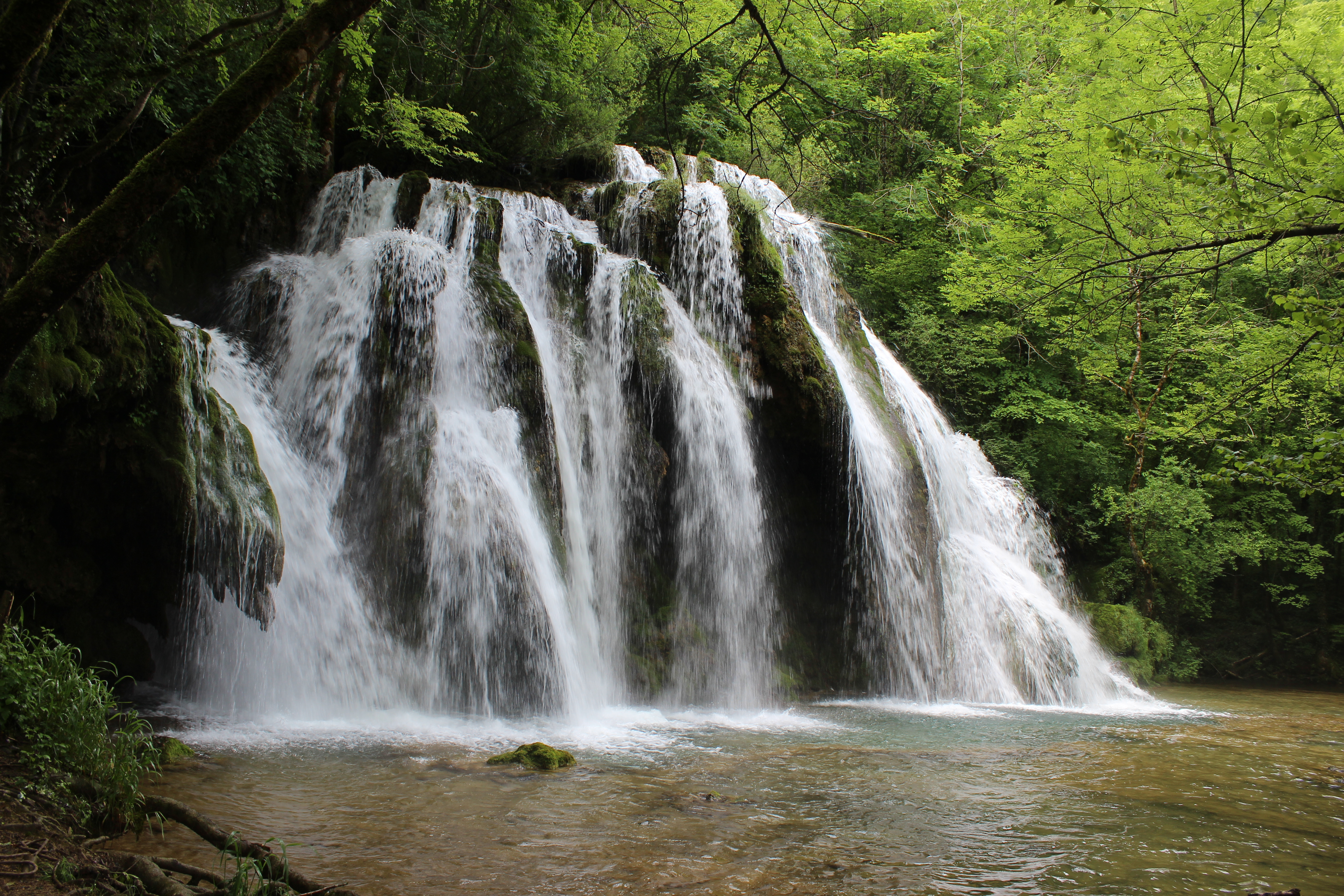
Autre vue de la cascade.
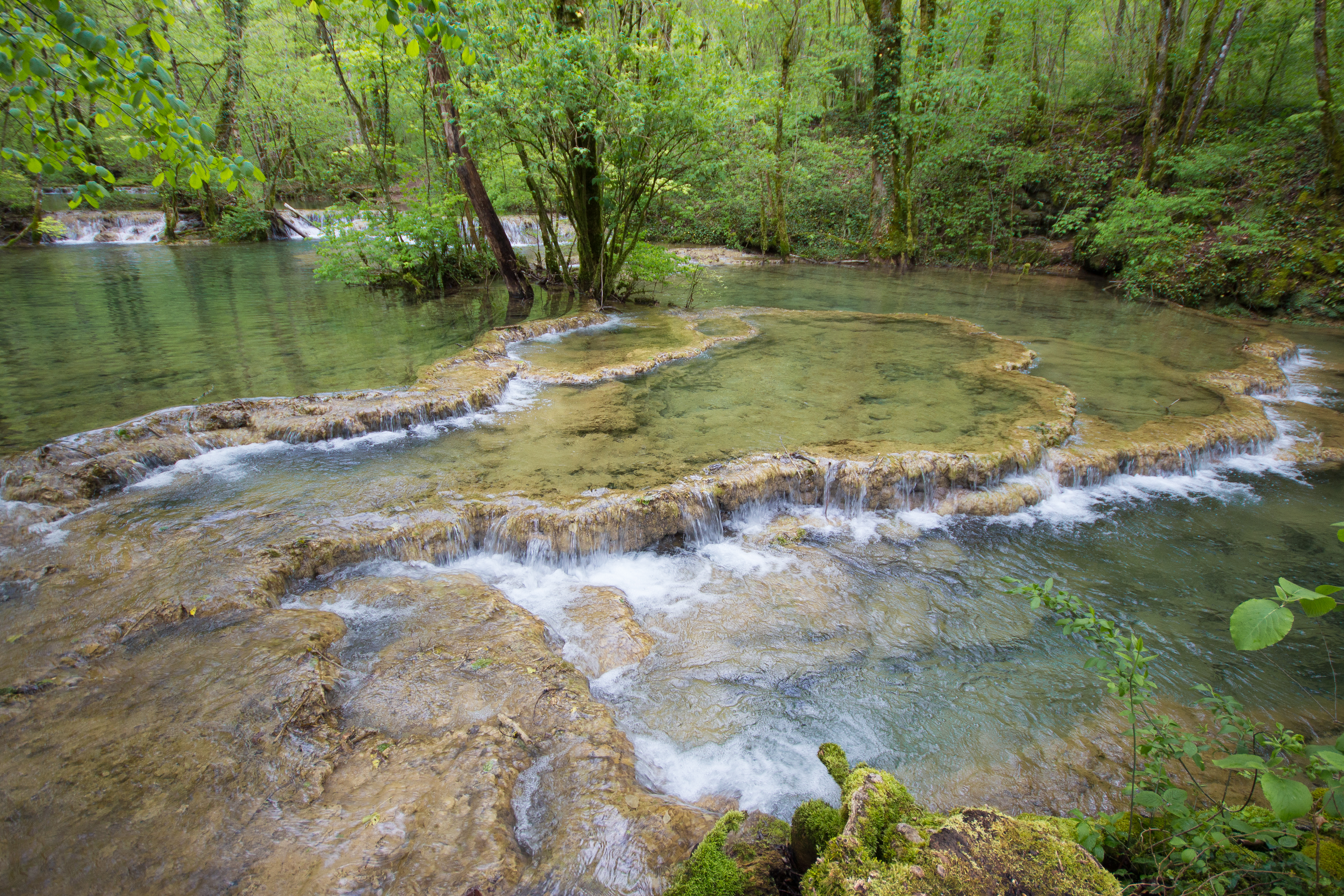
Gours en amont de la cascade.

## Protection et tourisme
La cascade se trouve dans une zone protégée Natura 2000.
Un arrêté préfectoral a été pris, le 18 fevrier 2021, visant à limiter l'accès des véhicules.
Interdiction de se baigner ou de barboter car les tufs sont des roches très fragiles qui se détériorent quand on les touche.